# Football Club Jeunesse Canach
Il Football Club Jeunesse Canach è una società calcistica lussemburghese con sede nella città di Canach, quartiere di Lenningen. Milita in Éirepromotioun, la seconda serie del campionato lussemburghese di calcio.
Il club fu fondato nel 1930 con il nome di FC Fortuna Canach, per poi assumere l'attuale denominazione nel 1957; ha raggiunto la Division Nationale per la prima volta nella stagione 2010/11 grazie alla promozione dalla Éierepromotioun (la seconda divisione calcistica lussemburghese).

## Palmarès

### Competizioni nazionali
- Éirepromotioun: 1

2011-2012

### Altri piazzamenti
- Coppa del Lussemburgo:

Semifinalista: 2014-2015